# Autocharis marionalis
Autocharis marionalis là một loài bướm đêm trong họ Crambidae.